# Commune fusionnée de Wachenheim
Pour les articles homonymes, voir Wachenheim.
La Commune fusionnée de Wachenheim est une municipalité allemande située dans le land de Rhénanie-Palatinat et l’arrondissement de Bad Dürkheim.